# Пантєлєєв Володимир Леонідович
Пантєлєєв Володимир Леонідович (29 січня 1992, Ходорів, Жидачівський район, Львівська область) — актор Національний академічний український драматичний театр імені Марії Заньковецької. Художній керівник школи акторської імпровізації «Юний глядач».

## Біографія
Народився 29 січня 1992 року у місті Ходорів, Жидачівського району, Львівської області.
З 2009 по 2014 рік навчався на факультеті культури і мистецтв (кафедра театрознавства та акторської майстерності) у Львівському національному університеті імені Івана Франка (спеціальність — актор драматичного театру і кіно) у майстрів курсу Федора Макуловича, Олексія Кравчука, Богдана Козака, Людмили Колосович
З січня 2011 року і до 2019 працював штатним актором у Львівському академічному драматичному театрі імені Лесі Українки .

## Акторські роботи в театрі
Львівський академічний драматичний театр імені Лесі Українки
- 2011 — «Приборкання норовливої»; реж. Сергій Кузик — Люченцо
- 2011 — «Пригоди невгамовного Зайчика та Червоної Шапочки»; реж. Людмила Колосович — Вовк, Зайчик
- 2011 — «Сорочинський ярмарок»; реж. Володимир Федоров — Циган, Парубок
- 2011 — «Лісова пісня»; реж. Людмила Колосович — Лукаш, Той, що греблю рве
- 2011 — «Дорога до Вифлеєму»; реж. Людмила Колосович — Солдат
- 2011 — «Вертеп»; реж. Людмила Колосович — Цар Ірод
- 2012 — «Великі подвиги маленького Ріккі-Тіккі-Таві»; реж. Людмила Колосович — Містер Долбі[4]
- 2012 — «Моя дорога Памела або Як уколошкати стареньку»; реж. Людмила Колосович — Бред Уінер
- 2012 — «Search: www.МатиНАЙмичкА.com.ua»; реж. Григорій Шумейко — Федір
- 2013 — «Анатомія Театру»; реж. Людмила Колосович — Артист Є., він же Іржі Данеш; Монтувальник Льолік
- 2013 — «Собака на сіні»; реж. Людмила Колосович — Теодоро, Леонідо
- 2014 — «Стіна»; реж. Людмила Колосович — Смерть
- 2014 — «Готель поміж двох світів»; реж. Богдан Козак — Жульєн Порталь
- 2014 — мюзикл «DIVKA»; реж. Олексій Коломійцев — Микола, Мешканець села
- 2014 — живе кіно «Вівісекція»; реж. Олексій Коломійцев
- 2014 — опера «Антиформалістичний райок»; реж. Олексій Коломійцев
- 2015 — пластична вистава «Перетворення»; реж. Артем Вусик — Батько[5]
- 2016 — треш-детектив «Людина в підвішеному стані»; реж. Ігор Білиць — Завліт[6]
- 2016 — музична казка для дітей «Золоте курча»; реж. Роман Скоровський — Вовк
- 2017 — «Слава героям»; реж. Олексій Кравчук — Остап Ількович[7]
- 2017 — сімейний мюзикл «Зачарована принцеса»; реж. Олена Сєрова-Бондар — Принц Їржі
- 2017 — вистава-дослідження за мотивами драми «Блакитна троянда» Лесі Українки «Любов)»; реж. Артем Вусик — Орест
- 2017 — «Калігула» за п'єсою Альбера Камю; реж. Олексій Кравчук — Гелікон
- 2017 — вистава для всієї родини «Різдвяна історія»; реж. Олена Апчел — Комерсант
- 2018 — алегорична комедія, «боженька»; реж. Ігор Білиць — Журавлик

## Участь у фестивалях та проектах
- 2017 — Тигрик, перформативне читання «Боженька» на Першій сцені сучасної драматургії «Драма.UA» (реж. Ігор Білиць)